# بوعلام باقي
بوعلام باقي (1922 - 16 يناير 2017) مجاهد ووزير جزائري سابق.

## عن حياته
ولد عام 1922 انتخب سنة 1977 كنائب في المجلس الشعبي الوطني. كما شغل عدة مناصب في الدولة الجزائرية خاصة في ثمانينيات القرن العشرين، منها وزير الشؤون الدينية (في حكومات عبد الغاني الأولى والإبراهيمي الثانية وحكومة مرباح) ووزير العدل (في حكومات عبد الغاني الثانية و الثالثة وحكومة الإبراهيمي الأولى).

## وفاته
توفي بوعلام باقي يوم الاثنين 16 يناير 2017 عن عمر يناهز 95 سنة.